# Карачківський Михайло Федорович
Миха́йло Фе́дорович Карачкі́вський (Карачковський) (нар. 22 вересня (5 жовтня) 1899, село Кормильча, нині Чемеровецького району Хмельницької області — 1 січня 1950, місто Брауншвейг, Німеччина) — український історик, священик. 
Один з учнів Михайла Грушевського його київського періоду.

## Біографія
Народився в сім'ї народного вчителя Федора Никифоровича Карачківського (Карачковського). 1917 року закінчив Кам'янець-Подільську чоловічу гімназію . У Кам'янці-Подільському давав приватні уроки для учнів.
2 листопада 1918 року подав заяву з проханням зарахувати його студентом фізико-математичного факультету Кам'янець-Подільського державного українського університету. Через кілька днів перевівся на історико-філологічний факультет. У списку студентів цього факультету зазначений як дійсний студент з 19 жовтня 1918 року, соціальний стан — військовслужбовець. Вказано, що, крім Кам'янець-Подільської чоловічої гімназії, закінчив також юнкерську школу.
1920 року Карачківський став одним із засновників і керівників міської організації Української комуністичної партії.
1921 року продовжив навчання на соціально-економічному відділі Кам'янець-Подільського інституту народної освіти (ІНО). 1923 року закінчив інститут (нині Кам'янець-Подільський національний університет імені Івана Огієнка).
У 1923—1924 роках був асистентом Кам'янець-Подільської науково-дослідної кафедри природи, сільського господарства й культури Поділля.
У 1924—1933 роках працював у ВУАН (нині Національна академія наук України). У 1930—1933 роках був
асистентом, науковим співробітником, старшим науковим співробітником Комісії історії Києва і Правобережжя. Разом із Миколою Ткаченком, Віктором Юркевичем, Сильвестром Глушком, Катериною Грушевською та Сергієм Шамраєм належав до учнів Михайла Грушевського його київського періоду діяльності.
Після звільнення з ВУАН перебував на викладацькій роботі. За даними Василя Денисенка та Павла Глядківського, викладав географію у Київському військовому училищі.
Михайлу Федоровичу пощастило уникнути репресій 1930-х років, попри те, що його прізвище досить-таки часто фігурувало серед імен членів різних «контрреволюційних організацій» у слідчих справах його колишніх колег.

### Останні роки життя
1941 року історик залишився в окупованому Києві, був співробітником Шевченківської райуправи міста. 1944 року виїхав на еміграцію. Проживав у місті Новий Ульм (Німеччина).
Подальша доля Карачківського не зовсім ясна. Так, Наталія Полонська-Василенко зазначає як дату його смерті 1950 рік. Тим часом 1964 року з'явився підручник для середньої школи та молодших класів гімназій «Священна історія Нового Заповіту» [Архівовано 8 грудня 2015 у Wayback Machine.], написана «священиком, доцентом М. Карачківським», на титульній сторінці якого зазначено: «З благословення Його Високопреосвященства, Високопреосвященнійшого Сильвестра, Правлячого Архієпископа Об'єднаної Єпархії УАПЦ в Австралії та Новій Зеландії» . С. Ю. Гаєвський — Сильвестр займав цю посаду у 1953—1963 роках. Зважаючи, що прізвище «Карачківський» рідкісне в Україні, Оксана Юркова припускає, що 1964 року згаданий підручник видав саме Михайло Федорович Карачківський, який був ще живий. Є побіжні дані, що у вересні 1946 року саме Михайла Карачківського — вже як священика — кооптували до Українського православного богословсько-наукового інституту, заснованого того року. Ймовірно, Карачківського було висвячено ще під час війни.
Сергій Гальченко та Григорій Костюк, які уклали примітки до видання «Михайло Драй-Хмара. Літературно-наукова спадщина» (Київ, «Наукова думка», 2002), вказують, що «Карачківський 1943 р. емігрував за кордон і жив у Німеччині. Помер 1 січня 1950 року у місті Брауншвайг (Німеччина)».
Напприкінці 1993 року українське православне видавництво «Воскресіння» перевидало «Священну історію Нового Заповіту». Газета «Свобода» 14 січня 1994 року писала:
| Отець М. Карачківський, автор «Священної історії Нового Заповіту», був священиком Української Автокефальної Православної Церкви у повоєнній Німеччині. Він викладав релігію учням української гімназії в Ганновері і 1946 року написав два підручники — «Священну історію Старого Заповіту» і «Священну історію Нового Заповіту». Книжки розіслано по таборових школах та українських православних парафіях у Німеччині. Вони були дуже популярні і швидко розійшлись. Шукаючи відповідного матеріалу про життя Ісуса Христа для дітей, видавництво «Воскресіння» зупинилось саме на книжці о. Михайла Карачківського з огляду на плинний виклад, просту, легку до зрозуміння мову та дух побожності, з яким автор писав свою розповідь. З дозволу родини автора (о. Михайло помер 1950 року) розпочалась праця над новим виданням. Важливим новим елементом нового видання є ілюстрації, виконані київським художником Олександром Мельником. |
Як доповнення до книжки Карачківського видавництво «Воскресіння» випустило супровідну книжечку для розмальовування під назвою «Христос на землі» (художник Олександр Мельник)
Дружина Олена Петрівна Карачківська (до шлюбу Длугопольська, в іншому варіанті написання — Длугопільська) — молодша сестра Ніни Петрівни Драй-Хмари, одруженої з поетом Михайлом Драй-Хмарою. Була дійсною студенткою (від 17 жовтня 1919 року) історико-філологічного факультету Кам'янець-Подільського державного українського університету. За словами Михайла Федоровича, одночасно працювала в університетській бібліотеці. Померла 1987 року.

## Наукова діяльність
Карачківський досліджував історію кам'янець-подільських і київських цехів, історію міст Поділля. Основні праці:
- Архівна спадщина київських цехів // Записки історично-філологічного відділу ВУАН. — 1927. — Книга 11.
- До історії кам'янецьких цехів: Статут цеху олійників 1774 р. // Записки історично-філологічного відділу ВУАН. — 1928. — Книга 17.
- Розмежування Волинської та Подільської губ. 1799 р. [Архівовано 31 березня 2014 у Wayback Machine.] // Історико-географічний збірник. – К., 1928. – Т. ІІ
- Опис Поділля з 1819 року В.Рудницького (до історії Поділля початку XIX в.) [Архівовано 28 березня 2017 у Wayback Machine.] // Студії з історії України Науково-дослідчої катедри історії України в Київі. — Т.2. — К., 1929.
- Північно-Західня Балтщина (Історично-географічні матеріяли на підставі подорожі влітку 1928 року) [Архівовано 31 березня 2014 у Wayback Machine.] // Історико-географічний збірник. – К., 1929. – Т. ІІІ
- Київські цехи за литовсько-польської та ранньої московської доби // Київські збірники історії й археології, побуту й мистецтва. — Збірник 1. — К., 1930.
- Матеріяли до історії міст на Поділлі наприкінці XVIII століття // Історично-географічний збірник. — Т.4. — К., 1931.

Карачківський Михайло Федорович - автор книг „Священна історія Старого Заповіту” [Архівовано 1 листопада 2019 у Wayback Machine.] (1946), „Священна історія Нового Заповіту [Архівовано 8 грудня 2015 у Wayback Machine.]” (1946, 1993) .